# Elyra satyrata
Elyra satyrata là một loài bướm đêm trong họ Noctuidae.